# Dacus plagiatus
Dacus plagiatus är en tvåvingeart som beskrevs av Collart 1935. Dacus plagiatus ingår i släktet Dacus och familjen borrflugor. Inga underarter finns listade i Catalogue of Life.